# Edwyn Collins
Edwyn Collins (Edimburgo, 23 de agosto de 1959) es un músico, cantautor y productor discográfico escocés. Conocido por ser el líder vocalista del grupo de post-punk Orange Juice y de Nu-Sonics.
Formó parte del grupo musical Nu-Sonics en 1976, el cual se convirtió en Orange Juice en 1979. Admirado dentro de círculos independientes de rock, Orange Juice fue conocido principalmente por la canción "Rip It up", que llegó al número 8 en listas del Reino Unido. En 1985 Orange Juice se disolvió, tras lo cual Collins comenzó su carrera en solitario.
Collins es conocido sobre todo por su canción "A Girl Like You" -del disco Gorgeous George- que fue un éxito en las listas de EE. UU., Reino Unido y España, que fue incluida en películas como Empire Records y Los Ángeles de Charlie: Al límite; también es conocido por su canción "Magic Piper of Love"', incluida en la banda sonora de Austin Powers: El agente internacional del misterio.
En 1994 construyó su propio estudio de grabación, donde produjo su tercer álbum en solitario, Gorgeous George. También ha trabajado como productor de artistas como The Proclaimers, A House, The Cribs y Little Barrie. 
Ha producido y aparecido en la comedia West Heath Yard de la cadena británica Channel 4.

## Vida personal
Collins vive con su esposa, Grace Maxwell, quien también es su representante. La pareja, que vive en Londres, tiene un hijo que es el webmaster de la página web de su padre.
El 18 de febrero de 2005, durante una entrevista en la cadena de radio BBC 6 Music, Collins se sintió indispuesto, pero dijo haber sentido náuseas y vértigo debido a una intoxicación alimentaria. Dos días más tarde ingresó en la unidad de cuidados intensivos en un hospital de Londres, tras haber sufrido una hemorragia cerebral. El 25 de febrero fue operado tras sufrir una segunda hemorragia. La operación fue un éxito.
En junio de 2007 fue anunciando el lanzamiento del sexto álbum de Collins para septiembre de 2007, titulado Home Again. El álbum fue grabado antes de su ingreso hospitalario, siendo mezclado tras recibir el alta.
Edwyn Collins aún está en proceso de recuperación, pero ha vuelto a ofrecer actuaciones en vivo, como en el Festival de Glastonbury de 2008.

## Discografía en solitario
- Hope and Despair - Demon Records, 1989.
- Hellbent on Compromise - Diablo Records, 1990.
- Gorgeous George - Setanta Records, 1994, n.º 8 en el Reino Unido.
- I'm Not Following You - Epic Records, 1997, n.º 55 en el Reino Unido.
- Doctor Syntax Setanta Records, 2002.
- A Casual Introduction 1981/2001 (colección de temas de Orange Juice y en solitario) - Setanta Records, 2002.
- Home Again - Heavenly Records, 2007, n.º 90 en el Reino Unido.
- Losing Sleep - 2010
- Understated - 2013
- Badbea - 2019
- Nation Shall Speak Unto Nation - 2025

## Curiosidades
- La canción A Girl Like You fue incluida en el programa de VH1 100 Greatest One-hit Wonders, en el 68.º puesto.